# Erichorema basale
Erichorema basale là một loài Trichoptera trong họ Hydrobiosidae. Chúng phân bố ở miền Australasia.